# Flixbus

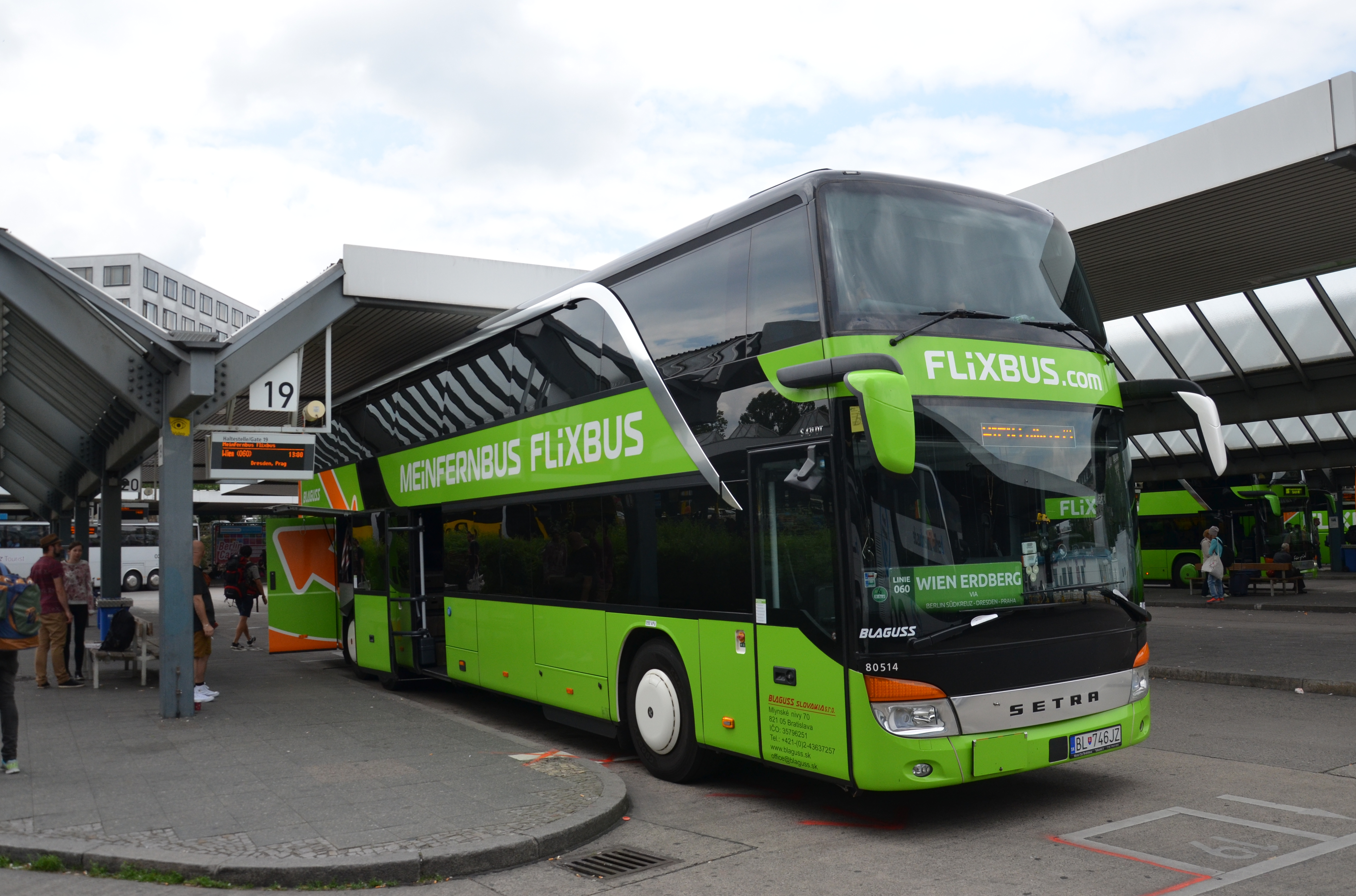
Flixbus.

Flixbus (['flɪksbʊs]; av företaget skrivet FLiXBUS) är ett tyskt företag som samordnar busstrafik mellan städer i Europa och i USA. Flixbus ägs av Flixmobility GmbH, som också driver Flixtrain och Flixcar.

## Historia
Företaget grundades 2013 efter avregleringen av den tyska transportmarknaden. Under 2015 påbörjade Flixbus sin expansion i Europa, vilket finansierades av investerare som Daimler. Flixbus grundades i München 2013 av Daniel Krauss, Jochen Engert och André Schwämmlein som lanserade sin första tyska rutt i februari 2013. Redan ett år senare, 2014, drev Flixbus ett rikstäckande nätverk. I början av 2015 tillkännagav företaget att man skulle internationalisera hela sin företagsmodell. Under sommaren 2015 lanserade Flixbus sitt italienska dotterbolag i Milano och äntrade den nyss avreglerade franska marknaden med "Flixbus France". I november 2015 kungjorde Flixbus sin nya avdelning Flixbus B.V. i Nederländerna och med det, även det första nederländska, nationella bussnätet mellan olika städer. Efter Tyskland, Frankrike och Italien var detta leverantörens nästa nationella marknad, medan de internationella rutterna redan sammankopplade destinationer i Schweiz, Belgien, Österrike, Spanien och Storbritannien. 
I september 2016 tillkännagav Flixbus planer att expandera till nya marknader i Skandinavien. Under 2017 har Stefans Buss i Göteborg samt Expressbuss i Linköping AB blivit svenska busspartners till Flixbus. Tillsammans med danska SMF-partners, har Flixbus påbörjat ett inhemskt nätverk i Danmark med planerad start våren 2017 under det nya dotterbolaget Flixbus Danmark A/S. Den 2 maj 2018 köpte FlixBus upp Swebus Express AB.

## Verksamhet

Flixbus destinationer

Busstrafiken bedrivs i samarbete med regionala små och medelstora bussbolag. De lokala busspartnerna ansvarar för den dagliga driften av linjetrafik, medan Flixbus hanterar nätverksplanering, marknadsföring, prissättning, kvalitetssäkring och kundtjänst för verksamheten. Företagets affärsmodell är högt skalbar, vilket har möjliggjort en snabb tillväxt.
Flixbus linjenät erbjuder 400 000 dagliga förbindelser till 2 500 resmål i 30 länder. Flixbus har 3 000+ anställda (och 10 000+ förare hos 500 buss- och tågpartners) med inrikes busstrafik i Danmark, Frankrike, Italien, Kroatien, Nederländerna, Norge, Polen, Schweiz, Sverige, Tyskland, Österrike samt i USA.